# Louis Dutfoy
Louis Charles Marie Dutfoy, także Louis Duffoy (ur. 12 stycznia 1860 w Marsylii, zm. 7 sierpnia 1904 tamże) – francuski strzelec, wicemistrz olimpijski, medalista mistrzostw świata. 
Wystąpił na Letnich Igrzyskach Olimpijskich 1900 rozgrywanych w Paryżu. Zdobył srebrny medal drużynowo w pistolecie dowolnym z 50 metrów (442 punkty). Indywidualnie uplasował się na piątej pozycji. Turniej w Paryżu był jednocześnie mistrzostwami świata, więc medaliści olimpijscy zostawali automatycznie medalistami mistrzostw świata.
Dutfoy zdobył w swojej karierze trzy medale mistrzostw świata, wszystkie w drużynowym strzelaniu z pistoletu dowolnego z 50 metrów. Oprócz drugiego miejsca w 1900 roku, zajął także drugie miejsce w 1901 roku i trzecie w 1902 roku.

## Osiągnięcia

### Wyniki olimpijskie
| Igrzyska | Konkurencja                       | Wynik                                 | Miejsce   | Źródło |
| -------- | --------------------------------- | ------------------------------------- | --------- | ------ |
| IO 1900  | Pistolet dowolny, 50 m            | 442 punkty                            | 5 (na 20) | [ 2 ]  |
| IO 1900  | Pistolet dowolny, 50 m, drużynowo | 442 punkty (ind.) 2203 punkty (druż.) | 2 (na 4)  | [ 3 ]  |

### Medale mistrzostw świata
Opracowano na podstawie materiałów źródłowych:
| Mistrzostwa  | Konkurencja                       | Wynik                                 | Miejsce |
| ------------ | --------------------------------- | ------------------------------------- | ------- |
| Paryż 1900   | Pistolet dowolny, 50 m, drużynowo | 442 punkty (ind.) 2203 punkty (druż.) | 2       |
| Lucerna 1901 | Pistolet dowolny, 50 m, drużynowo | 2082 punkty (druż.)                   | 2       |
| Rzym 1902    | Pistolet dowolny, 50 m, drużynowo | 2131 punktów (druż.)                  | 3       |